# It's Alive (filme de 2008)
It's Alive (prt Está Vivo) é um filme de terror e ficção científica produzido nos Estados Unidos em 2008 e dirigido por Josef Rusnak.
Trata-se de uma refilmagem de It's Alive (filme de 1974), dirigido por Larry Cohen, cujo roteiro foi adaptado por Paul Sopocy e James Portolese.
No elenco, estão Bijou Phillips e James Murray, entre outros.